# Adams (rivière)
Pour les articles homonymes, voir Adams.
L'Adams (anglais : Adams River) est une rivière situé dans le district de Westland, la région de la West Coast, dans l'Ile du Sud en Nouvelle-Zélande. Il prend sa source dans les Alpes du Sud et se jette dans la rivière Wanganui.